# تاکائوکا، تویاما
تاکائوکا در استان تویاما در کشور ژاپن واقع شده‌است که دارای جمعیت ۱۷۸٬۹۶۵ نفر و مساحت ۲۰۹٫۳۸ کیلومتر مربع با تراکم جمعیت ۸۵۵ نفر در کیلومترمربع است و در تاریخ ۱ نوامبر ۲۰۰۵ به عنوان شهر شناخته شد.